# Ole Furu

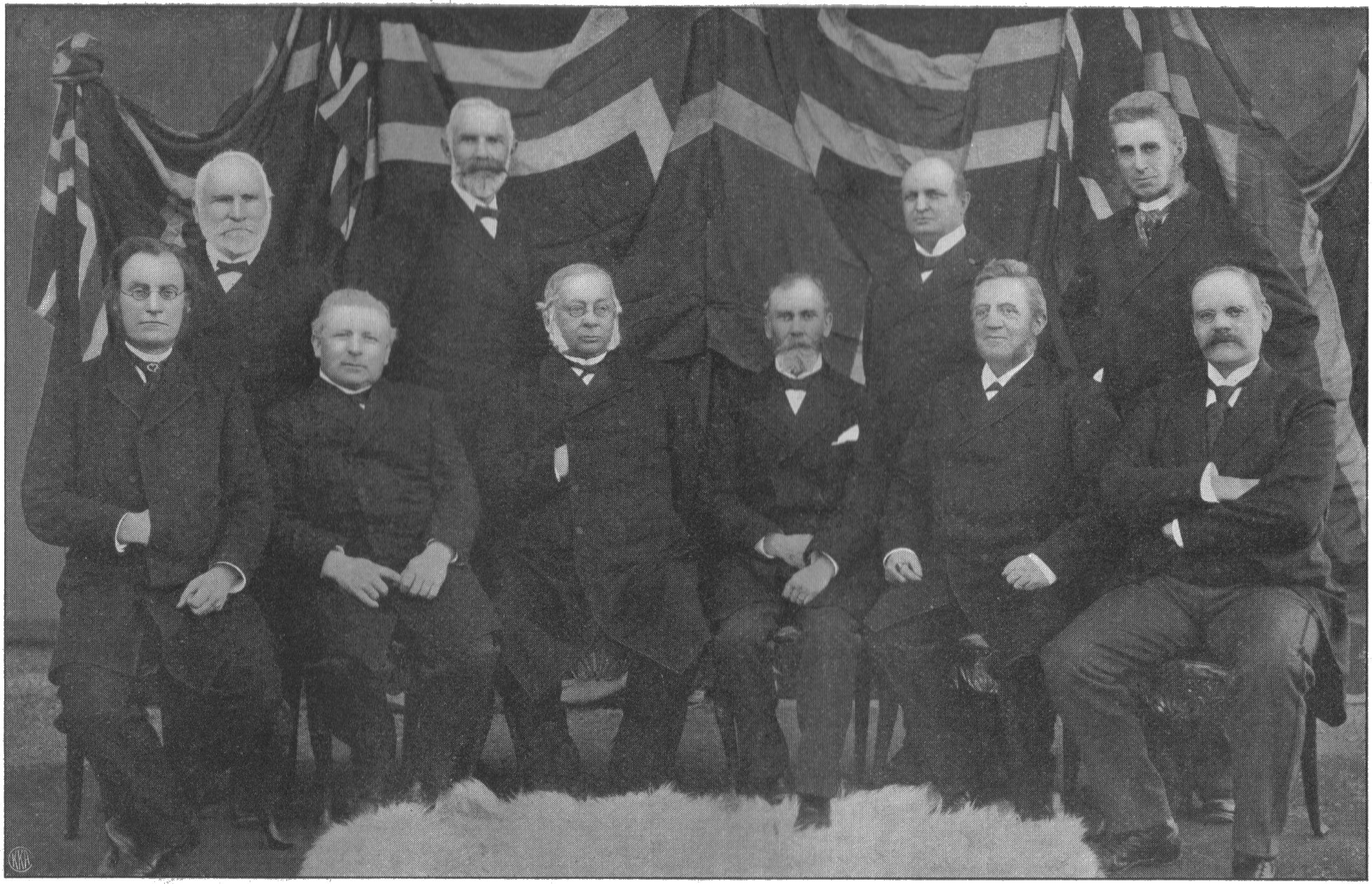
Ole Andreas Furu (sittande som nummer två från vänster) som medlem av Emil Stangs andra regering.

Ole Andreas Furu, född 26 december 1841, död 28 november 1925, var en norsk jurist, ämbetsman och politiker.
Furu var advokat i Kristiansund 1868-69 och amtman i Akershus 1895-1918. Furu var ursprungligen moderat-liberal, och invaldes 1879 av Høyre i Stortinget, som han tillhörde 1880-82 och 1886-88. 1887-89 var han medlem av ett flertal viktiga kommissioner och kommittéer, bland annat rörande mellanrikslagen och en ny konkurslagstiftning, i den senare var han ordförande 1888. 1889-91 var Furu medlem av Emil Stangs första regering, 1889-90 som ledamot av statsrådsavdelningen i Stockholm, 1890-91 som inrikesminister och 1893-95 medlem av Stangs andra regering, denna gång först som finansminister och sedan som ledamot av statsrådsavdelningen i Stockholm.